# Войноваць
45°08′ пн. ш. 15°20′ сх. д. / 45.14° пн. ш. 15.33° сх. д.
Войноваць (хорв. Vojnovac) — населений пункт у Хорватії, у Карловацькій жупанії у складі громади Йосипдол.

## Населення
Населення за даними перепису 2011 року становило 94 осіб.
Динаміка чисельності населення поселення: